# Arvinachelys
Arvinachelys goldeni
Genre
Espèce
Arvinachelys est un genre fossile de tortues d'eau douce de la famille également éteinte des Baenidae.
Ses restes fossiles ont été mis au jour dans la formation géologique de Kaiparowits dans l'Utah. Ils sont datés du Crétacé supérieur, plus précisément du Campanien moyen, soit il y a environ 76 Ma (millions d'années).
Une seule espèce est rattachée au genre, Arvinachelys goldeni, décrite en 2015 par J. R. Lively.
Cependant, dès 2016, un fragment de grand plastron de baénidé découvert dans la formation de Wahweap dans le Sud de l'Utah (datée elle aussi du Campanien), a été attribué au genre Arvinachelys sp. par Patricia A. Holroyd (d) et J. Howard Hutchison (d).

## Étymologie
L'inventeur de cette espèce, Joshua R. Lively (d), insiste sur la morphologie très bizarre de la tête de cette tortue qui fait penser à un « museau de porc » (« pig-snouted turtle »),.
L'étymologie du nom du genre prend en compte cet aspect particulier avec le mot latin « arvina » pour « graisse ou lard de porc » associé au mot grec « chelys » pour « tortue ».

## Description
Arvinachelys présente comme les autres baénidés des caractéristiques typiques des tortues aquatiques, dont une carapace hydrodynamique et de larges membres en forme de pagaie. Le genre se distingue par ses narines particulières, rappelant le museau d'un cochon.
Sa longueur pouvait atteindre 60 centimètres,.

## Paléobiologie
Cette tortue vivait dans les lacs et les rivières de l'île-continent de Laramidia sur la partie occidentale du continent nord-américain actuel.
Les sédiments continentaux de la formation de Kaiparowits déposés sur ce continent renferment, en plus d'Arvinachelys goldeni, cinq autres taxons de tortues de la famille des Baenidae : 
- † Neurankylus hutchisoni Lively, 2016
- † Neurankylus utahensis Lively, 2016
- † Thescelus sp.
- † Denazinemys nodosa  (Gilmore, 1916)
- † Boremys grandis Gilmore, 1935